# Germanium(IV)-sulfid
Germanium(IV)-sulfid ist eine anorganische chemische Verbindung des Germaniums aus der Gruppe der Sulfide. Es war die erste Germaniumverbindung die von Clemens Winkler bei der Analyse von Argyrodit gefunden wurde. Die Tatsache, dass die Verbindung eine andere Löslichkeit als andere Sulfide hatte, machte es ihm möglich, das neue Element zu isolieren.

## Gewinnung und Darstellung
Germanium(IV)-sulfid kann durch Reaktion von in Salzsäure oder Schwefelsäure gelöstem Germanium(IV)-oxid mit Schwefelwasserstoff gewonnen werden.
{\displaystyle {\ce {GeO2 + 2H2S -> GeS2 + 2H2O}}}
Es entsteht auch aus den Elementen bei 1100 °C unter Druck.

## Eigenschaften
Germanium(IV)-sulfid ist ein farbloser Feststoff, der von Wasser nur schwierig benetzt wird. Bei etwa 800 °C schmilzt er zu einer dunklen Flüssigkeit, die als bernsteingelbe, durchsichtige Masse erstarrt. In Alkalien ist er als Thiosalz löslich. Bei 800 °C ist er in inerter Atmosphäre flüchtig. Die Verbindung ist unter Normalbedingungen wie Siliciumdisulfid polymer. Sie kommt in mehreren Formen vor. So mit orthorhombischer Kristallstruktur und der Raumgruppe Fdd2 (Raumgruppen-Nr. 43), aber auch als monokline Form mit Raumgruppe P21/c (Nr. 14) oder tetragonal in der Raumgruppe I42d (Raumgruppen-Nr. 122).